# Атлантический рубеж
«Атлантический рубеж» (англ. Atlantic Rim) (также известный как «Атака из-под», «Атака из Атлантического кольца» и «С моря») — низкобюджетный фильм, американский фантастический боевик 2013 года, снятый студией The Asylum и режиссером Джаредом Коном. В фильме снимались, Грэм Грин, Дэвид Чокачи, Треач и Джеки Мур. Данный фильм является пародией на Тихоокеанский рубеж.
Фильм был выпущен на DVD 2 раза, в 24 июня и 9 июля 2013 года.
Слоган: «Монстры против Машин».

## Сюжет
После загадочного исчезновения нефтяной платформы и разведывательной подводной лодки в Мексиканском заливе ученый Маргарет Адамс инициирует программу «Армада», состоящую из гигантских роботов, предназначенных для глубоководного спасения. Три робота, пилотируемые Красным, Трейси и Джимом, ныряют около 800 саженей к морскому дну, где они не только обнаруживают искореженные остатки нефтяной вышки, но и сталкиваются с монстром, который ее разрушил. Красный преследует монстра по приказу адмирала Хэдли. Красный возвращается на пляж, чтобы предупредить людей покинуть этот район, но внезапно монстр атаковал его сзади.

## В ролях
| Актёр             | Роль                  |
| ----------------- | --------------------- |
| Грэм Грин         | адмирал Хэдли         |
| Дэвид Чокачи      | Ред                   |
| Треач             | Джим                  |
| Джеки Мур         | Трэйси                |
| Николь Александра | Стон                  |
| Джаред Кон        | Спитфайр              |
| Джинни Эванс      | доктор Куинн Бейкер   |
| Стивен Марлоу     | Шелдон Гейзе          |
| Николь Диксон     | доктор Маргарет Адамс |
| Деменрайс Стэйр   | лейтенант Векслер     |
| Ларри Гамелл      | Смич                  |
| Уильям Шеннон     | капитан Дагер         |

## Производство
Первоначально планировалось, что в «Атлантическом рубеже» будет задействован Уолтер Марти во Флориде, но The Asylum не получили разрешения снимать фильм у базы после того, как высокопоставленный чиновник прочитал сценарий и не согласился с изображением солдат. В результате производственная группа переехала в частный вертолетный аэропорт, который служил в качестве стенда для болле чем семи мест в фильме. Сценарий фильма подвергся по меньшей мере девяти переписываниям во время производства из-за погодных условий и перемещения в последнюю минуту.

## Критика
Дэйв Пейс на сайте «Fangoria» дал фильму две звезды из четырех. Он назвал ленту свидетельством того, почему снимают не так много фильмов про гигантских роботов и монстров с живыми актёрами. По его словам, «Атлантическому рубежу» удается быть приятным и одновременно низкосортным; картина находится на уровне «это настолько плохо, что хорошо». Крис Вуд дал фильму три звезды из пяти. И назвал его «последним фильмом о боевых роботах, спасающих Нью-Йорк от сумасшедшего морского зверя, который часто оказывается просто заблудившимся животным, сбитом с толку и раздраженным, потому что эти роботы не перестают на него нападать».

## Продолжение
5 октября 2017 года было объявлено, что уже снято продолжение. Сиквел «Атлантический рубеж: Воскресение» был выпущен в марте 2018 года.
Это один из шести фильмов, показанных в 12-м сезоне «Таинственный театр 3000 года», и это первый фильм 21-го века, снятый на показ.